# Amenucourt
Amenucourt este o comună franceză, situată în departamentul Val-d'Oise, în regiunea Île-de-France. Este o mică comună rurală din valea râului Epte, membră a parcului natural regional Vexin français, situată la aproximativ 60 de kilometri la vest de Paris.

## Geografie

### Localizare
Comuna Amenucourt se află în valea râului Epte, în vestul departamentului Val-d'Oise, la limita cu departamentul Eure, la aproximativ patruzeci de kilometri nord-vest de Pontoise, reședința departamentului.

### Comune limitrofe
| Bus-Saint-Rémy (Vexin-sur-Epte) (Eure) | Bray-et-Lû     |          |
| Fourges (Vexin-sur-Epte) (Eure)        |                | Chaussy  |
| Gasny (Eure)                           | La Roche-Guyon | Chérence |

### Relief și geologie

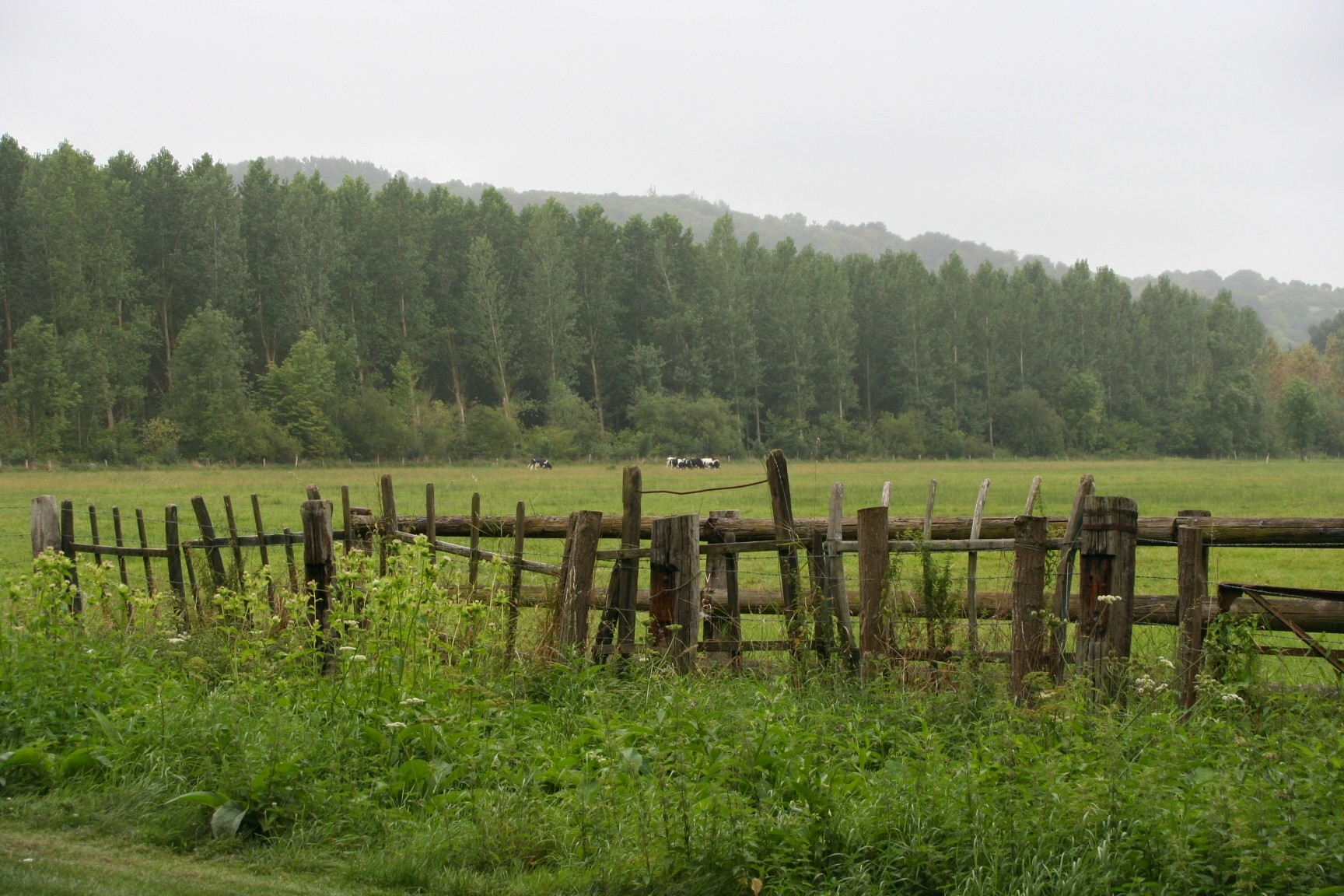
Pășuni în valea râului Epte.

Teritoriul comunei, cu o suprafață de 870 de hectare, este relativ mic. Se întinde pe aproximativ 4,5 km de la nord la sud și 3 km de la est la vest. Cuprinde două părți clar diferențiate: fundul văii râului Epte și versantul estic, foarte abrupt și străbătut de mai multe văi transversale. Acest versant intersectează spre sud valea Senei (concavitatea meandrului Moisson), formând o creastă de unde se deschide o vedere asupra ambelor văi. Comuna include o mică parte a platoului Vexinului francez, la aproximativ 150 de metri altitudine.
Din punct de vedere geologic, solul este constituit în principal din cretă albă cu silex din Cretacicul superior (Senonian), care formează baza Bazinului parizian și care a fost expusă în această zonă prin eroziunea ce a săpat valea râului Epte, îndepărtând straturile sedimentare din Terțiar. În fundul văii, creta este acoperită de aluviuni moderne.

### Hidrografie și riscuri naturale

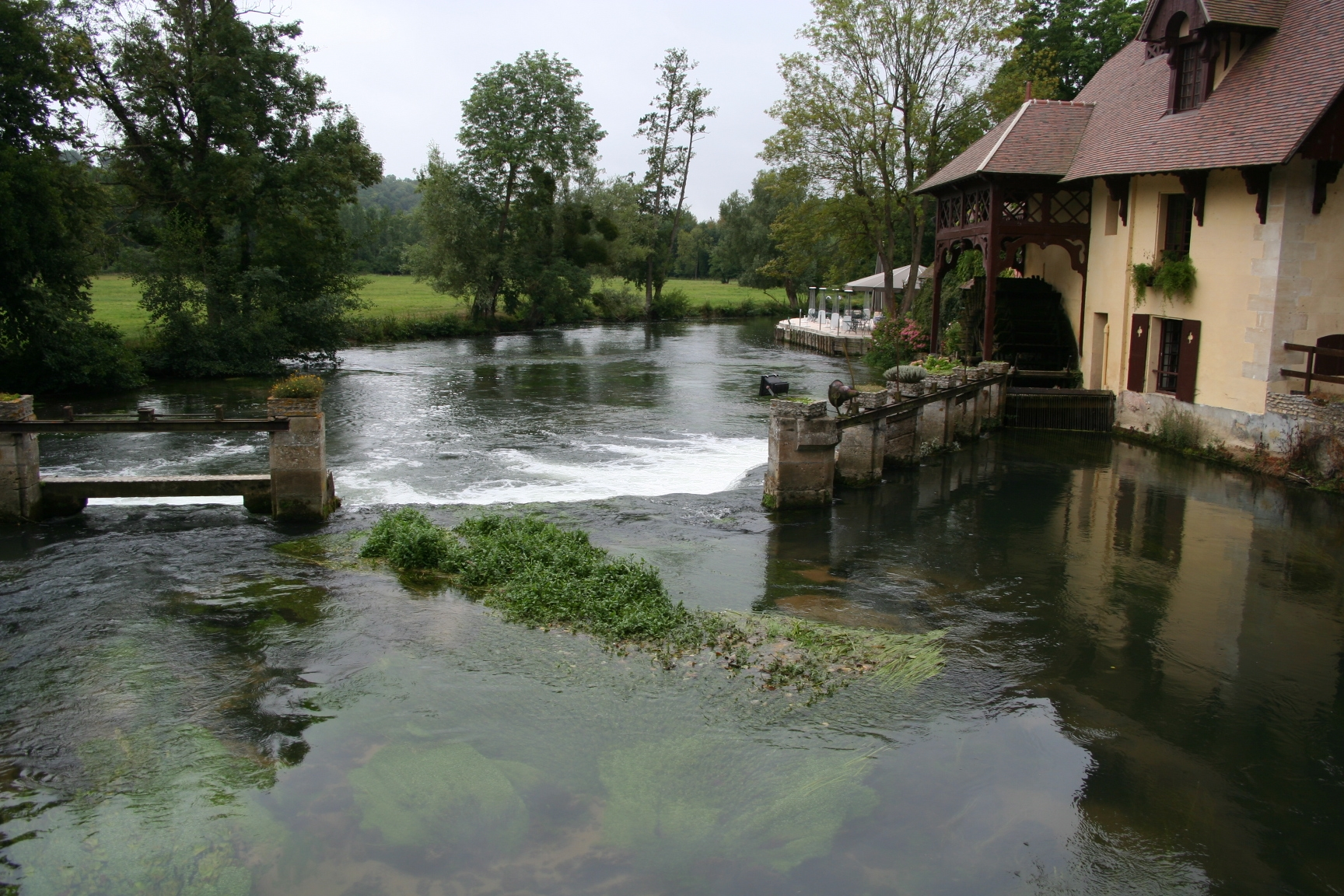
Râul Epte la moara din Fourges.

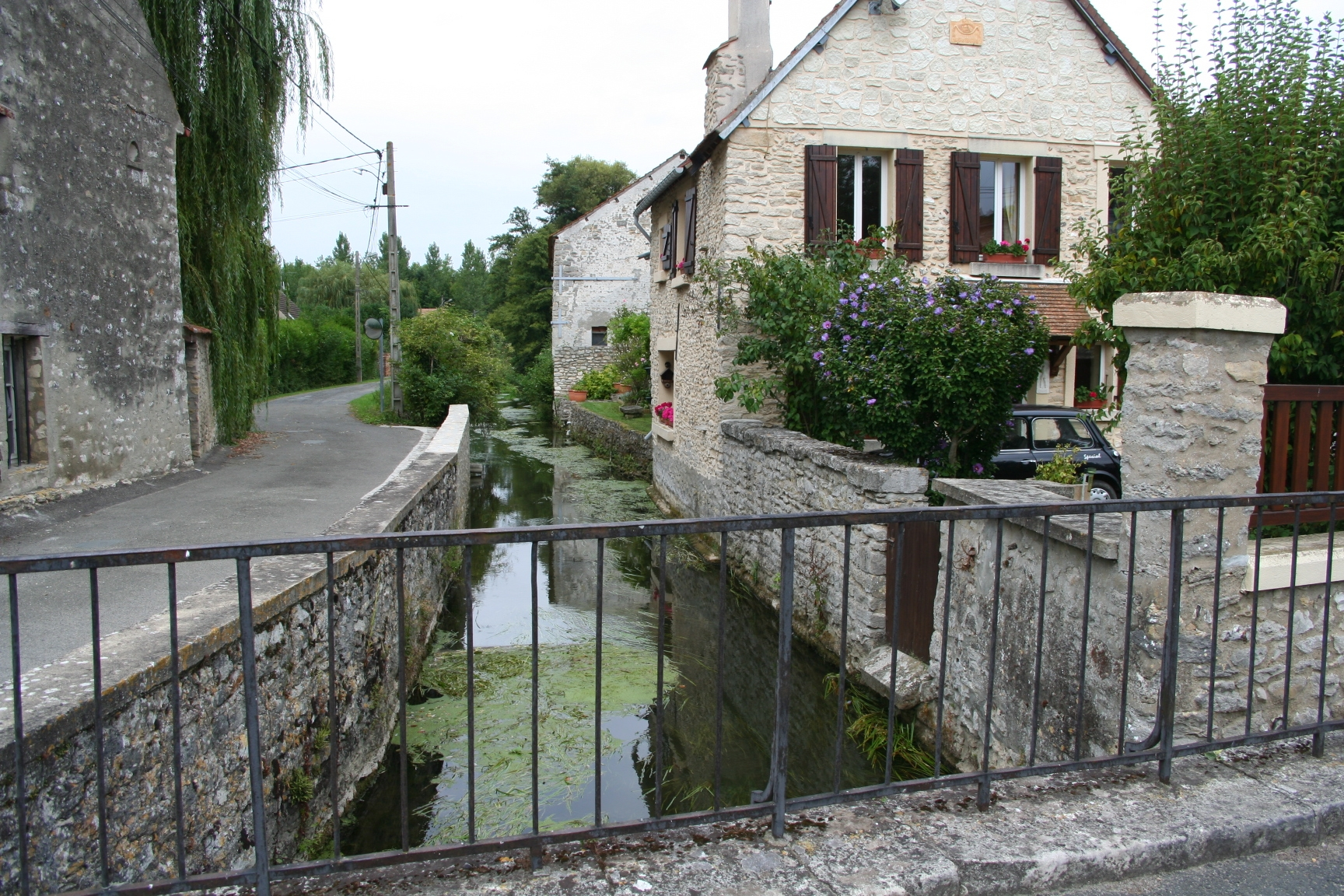
Pârâul Roconval la Mauverand.

Teritoriul comunei este mărginit la vest de râul Epte, pe o lungime de aproximativ patru kilometri. Cursul râului Epte, foarte sinuos și ușor înclinat de la nord la sud (de la 26 la 21 m altitudine), este flancat de zone umede, inclusiv mlaștina Frocourt în partea de nord a comunei și mlaștina Vausonnière în partea de sud. O derivare a râului Epte, pârâul Roconval, se desprinde puțin în aval de moara din Fourges și se alătură cursului principal la limita sudică a comunei.
Situația geografică a satului face ca comuna să fie deosebit de vulnerabilă la riscuri naturale: întreaga câmpie aluvionară la vest de drumul departamental, adică jumătate din teritoriul comunei, incluzând cătunele Mauverand și Beauregard, este expusă riscului de inundație ca urmare a unei creșteri a nivelului râului Epte. Văile uscate care domină satul și sunt orientate spre Epte prezintă un risc de inundație prin scurgere, ca urmare a precipitațiilor puternice. În schimb, nu există un risc ridicat de alunecări de teren, prezent în unele comune învecinate din cauza falezelor calcaroase.
Apa potabilă din Amenucourt provine din surse subterane. Are o calitate bacteriologică foarte bună, conține puțin fluor, puține pesticide, dar este foarte dură și are un conținut relativ ridicat de nitrați (media fiind între 25 și 50 mg/l).

### Clima
În 2010, clima din comuna Courgent era de tip oceanic al câmpiilor din Centru și de Nord, conform unui studiu a CNRS care se baza pe o serie de date care acoperă perioada 1971-2000. În 2020, Météo-France a publicat o tipologie a climei din Franța metropolitană în care comuna este expusă la un climat oceanic și se încadrează în regiunea climatică sud-vestică a bazinului parizian, caracterizată prin precipitații scăzute, în special în primăvară (120 până la 150 mm) și un iarnă rece (3,5 °C).
Pentru perioada 1971-2000, temperatura medie anuală este de 10,7 °C, cu o amplitudine termică anuală de 14,4 °C. Cantitatea medie anuală de precipitații este de 691 mm, cu 11,5 zile de precipitații în ianuarie și 7,8 zile în iulie. Pentru perioada 1991-2020, temperatura medie anuală observată la stația meteorologică situată în comuna Étrépagny la 22 km distanță în linie dreaptă, este de 11,3 °C, iar cantitatea medie anuală de precipitații este de 774,0 mm. Pentru viitor, parametrii climatici estimati pentru comună pentru anul 2050, conform diferitelor scenarii de emisii de gaze cu efect de seră, pot fi consultati pe un site dedicat publicat de Météo-France în noiembrie 2022.

### Utilizarea terenurilor
Teritoriul comunei este parțial împădurit (234 hectare de păduri, adică aproximativ 26% din suprafața totală), în special în jumătatea sa estică, și include o mică parte din pădurea regională de la Roche-Guyon.
Satul este construit pe versanții care domină malul stâng al râului Epte. Spre deosebire de majoritatea comunelor din Vexinul francez, care au un habitat concentrat, Amenucourt are mai multe cătune situate de-a lungul pârâului Roconval: Mauvérant, Roconval-le-Grand și Roconval-le-Petit, ferma fortificată Chesnay, ferma Val-Perron (unde a fost descoperit un important cimitir merovingian), Beauregard, Malgardé și Pont-aux-Vaches. Saint-Leu – sau Frocourt – este un fost sat abandonat, din care au rămas doar case în ruină în pădure.

### Căi de comunicație și transport

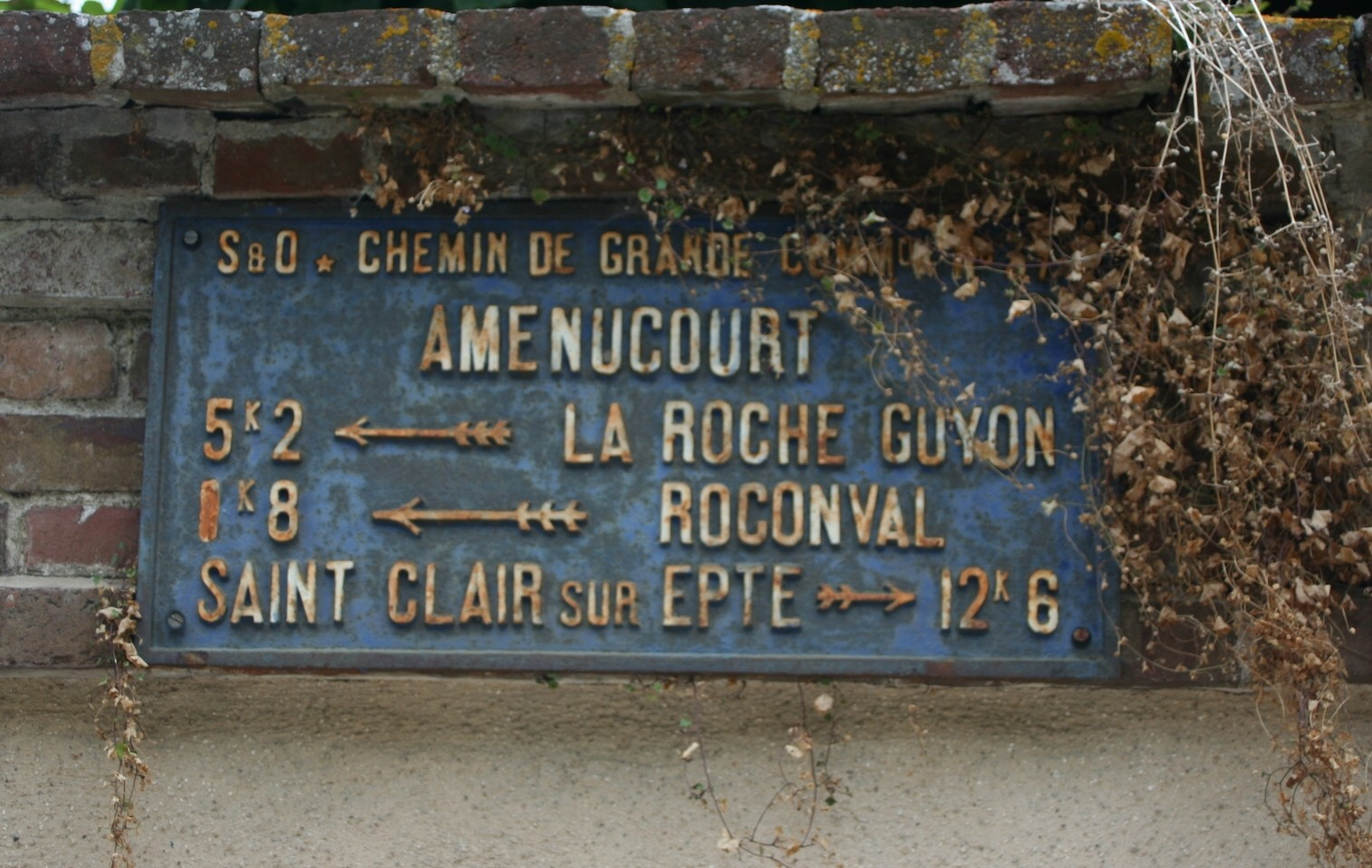
Veche placă indicatoare pe RD 37.

Comuna este deservită de drumul departamental D 37 care leagă Gasny de Saint-Clair-sur-Epte, urmând la poalele dealurilor în paralel cu cursul râului Epte. Accesul la autostrada Normandiei se află la aproximativ 15 km spre Paris (la Bonnières-sur-Seine) și 17 km spre Normandia (la Chaufour-lès-Bonnières). Un traseu de drumeție de lung parcurs, GR-ul regional al văii Epte, urmează parțial limita estică a comunei.
Comuna nu dispune de o conexiune feroviară. O linie cu o singură cale, linia Gisors-Boisgeloup - Pacy-sur-Eure, astăzi dezafectată, urma odinioară malul drept al râului Epte. Aceasta a fost transformată într-o pistă verde între Gisors și Gasny.

## Urbanism

### Tipologie
La 1 ianuarie 2024, Amenucourt este clasificată ca o comună rurală cu habitat dispersat, conform noii grile comunale de densitate în șapte niveluri definită de INSEE (Institutul Național de Statistică și Studii Economice) în 2022. Este situată în afara unității urbane. În plus, comuna face parte din zona metropolitană a Parisului, fiind o comună din coroana acestei zone. Această zonă cuprinde 1.929 de comune.

## Toponimie
BeauregardCocheris, Hippolyte (1874). Dictionnaire des anciens noms des communes du département de Seine-et-Oise (în franceză). Versailles: impr. de Cerf et fils..
Amenucourt provine de la forma Ermenonis curtis („ferma lui Ermeno”), de origine germanică.

## Istorie
Numele satului ar proveni de la antroponimul germanic Ermeno și de la latinescul cortem, care înseamnă domeniu.
Locul este ocupat încă din preistorie, așa cum o demonstrează descoperirea de silexuri șlefuite în subsol. Un fort roman a fost construit în timpul cuceririi, iar prezența romană rămâne, de asemenea, semnificativă în Vexin francez, așa cum o atestă existența mai multor site-uri de mare amploare la Genainville sau Épiais-Rhus, în special. O necropolă importantă merovingiană a fost, de asemenea, descoperită în cătunul Mauverand, ceea ce atestă o prezență umană continuă pe acest site.
Însă poziția satului în imediata apropiere a frontierei dintre Franța și Normandia în secolele XI și XII aduce în mod regulat jafuri și distrugeri. Satul se află, de fapt, între castelul francez din La Roche-Guyon și fortăreața normandă Baudemont. Un decret din 4 Thermidor, anul VII (1799), anexează cătunul ruinat Frocourt la comună.
În perioada Vechiului Regim, Amenucourt a fost atașată feudei, apoi ducatului La Roche-Guyon. Traseul sinuos al limitei comunale între Amenucourt și La Roche-Guyon este consecința îndepărtată a unui acord din 1259, acordat de seniorul Jean de la Roche locuitorilor satelor care dețineau drepturi asupra unor terenuri cutumiare. Seniorul, păstrându-și anumite drepturi senioriale, a acceptat un schimb de terenuri și a recunoscut proprietatea deplină a locuitorilor asupra altor terenuri.
Există și în prezent în pădurea La Roche-Guyon un loc numit Les Coutumes, situat pe granița intercomunală dintre La Roche-Guyon și Chérence.
În 1790, comuna nou creată face parte din cantonul La Roche-sur-Seine, moștenitor al fostului ducat.
În timpul Directoriatului, un decret din 6 Nivôse, anul VII (26 decembrie 1798), menționează: „Ascultând raportul ministrului poliției generale și văzând informațiile furnizate cu privire la numiții Hodanger, preot din Rolleboise, Benjamin Fouet, vicar din Freneuse, Roi, fost preot din Amenucourt, și Dégouville, fost preot din Vétheuil. Considerând că prezența acestor clerici provoacă tulburări în cantonul La Roche-Guyon, că aceștia fanatizează locuitorii din reședințele lor, că prin manevrele și discursurile lor sedicioase îi îndeamnă pe oameni să se îndepărteze de instituțiile republicane și că oferă sprijinul lor regaliștilor și anarhiștilor care agită cantonul La Roche-Guyon, se dispune ca aceștia să fie deportați.”
- Hodanger, preotul din Rolleboise, va fi deportat la 6 nivôse, anul VII, pentru „a blestema în iad un preot care celebra cultul în decadi și se agita pentru viitoarele alegeri.”[22]
- Benjamin Fouet, vicarul din Freneuse, va fi deportat la 6 nivôse, anul VII, pentru „a blestema în iad un preot care celebra cultul în decadi și se agita pentru a conduce viitoarele alegeri.”[22]
- Roi, preotul din Amenucourt, va fi deportat la 6 nivôse, anul VII, pentru „a blestema în iad un preot care celebra cultul în decadi și se agita pentru a conduce viitoarele alegeri.”[22]
- Degouville, preotul din Vétheuil, va fi deportat la 6 nivôse, anul VII, pentru „a blestema în iad un preot care celebra cultul în decadi și se agita pentru viitoarele alegeri.”[22]

În secolul al XIX-lea, Amenucourt rămâne un sat agricol. În 1900, producția este împărțită între grâu (1325 hectolitri pe an), secară, ovăz și orz. Creșterea animalelor este de asemenea prezentă, o parte din efectivul de animale fiind adăpostit iarna în cavernele (în franceză les boves) din Roconval, peșteri săpate, la fel ca la La Roche-Guyon sau Haute-Isle, în stânca calcaroasă.
În timpul Primului Război Mondial, Amenucourt a pierdut doi soldați căzuți pe front, dintr-o populație totală de 147 de suflete (conform recensământului din 1911).

## Populația și societatea

### Date demografice
Evoluția numărului de locuitori este cunoscută prin recensămintele populației efectuate în comuna respectivă începând din 1793. Pentru comunele cu mai puțin de 10 000 de locuitori, un recensământ al întregii populații este realizat la fiecare cinci ani, populațiile legale pentru anii intermediari fiind estimate prin interpolare sau extrapolare.
În 2021, comuna număra 207 locuitori, în scădere cu −1,9 % față de 2015 (Val-d'Oise: +3,39 %, Franța fără Mayotte: +1,84%).
| An        | 1793 | 1821 | 1841 | 1856 | 1876 | 1886 | 1901 | 1921 | 1936 | 1962 | 1982 | 2006 | 2014 | 2021 |
| --------- | ---- | ---- | ---- | ---- | ---- | ---- | ---- | ---- | ---- | ---- | ---- | ---- | ---- | ---- |
| Populație | 321  | 255  | 295  | 256  | 207  | 209  | 202  | 172  | 117  | 131  | 127  | 189  | 210  | 207  |

## Cultura și patrimoniul local

### Locuri si monumente

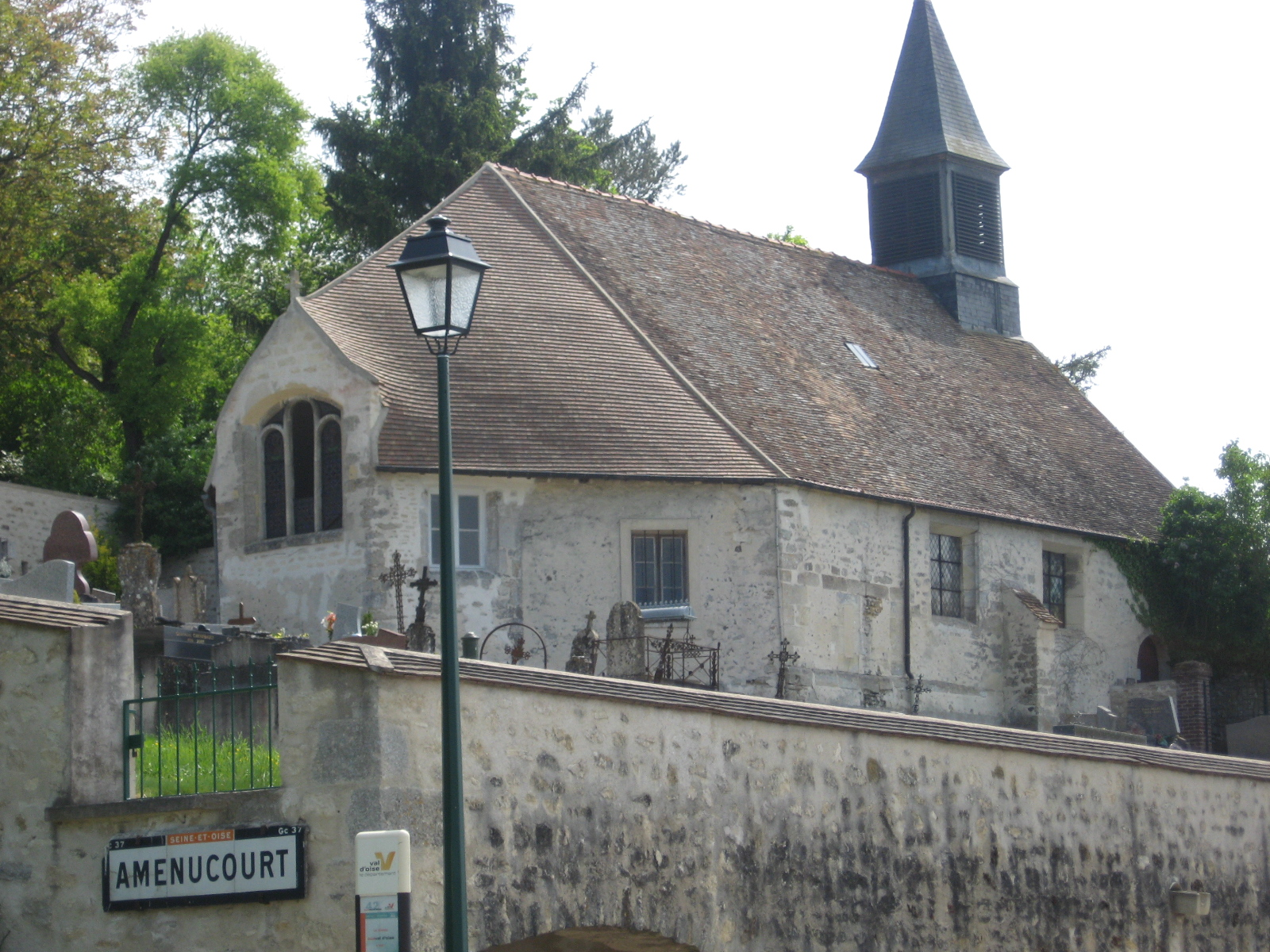
Biserica Saint-Léger.

Amenucourt nu are niciun edificiu clasat sau înscris în întregime ca monument istoric.
Biserica Saint-Léger (două coloane cu capiteluri înscrise ca monument istoric prin ordinul din 12 ianuarie 1940)
- Sanctuarul din secolul al XII-lea este încă înconjurat de cimitirul său. De fundație veche, biserica a fost donată în 1151 de Hugues al II-lea, arhiepiscop de Rouen, abației Saint-Martin din Pontoise. În 1175, aceasta trece printr-o tranzacție de la Guy de La Roche la prioratul Sausseuse, aflat în actualul departament Eure[32].
- Biserica a suferit modificări semnificative în secolul al XV-lea și a fost deteriorată în secolele următoare din cauza altor reamenajări, ceea ce o face o clădire destul de degradată și lipsită de caracter arhitectural. Biserica, la care se ajunge printr-o scară de treizeci și cinci de trepte, are un acoperiș unic care acoperă atât nava, cât și lateralele și corul, acesta din urmă terminându-se cu o absidă poligonală. Nicio parte a clădirii nu este boltită și nu dispune de un transept. Turnul pătrat, terminat cu o mică turlă, este o adăugire modernă. În interior, cele două coloane scurte cu capiteluri din secolul al XVI-lea merită atenție. Capitelurile, de formă dreptunghiulară, sunt decorate cu personaje în poziții acrobatice, un tip de reprezentare caracteristic perioadei flamboyante. În afara acestor două coloane, interiorul bisericii nu prezintă niciun interes arhitectural și este complet lipsit de ornamente[33].

Biserica adăpostește, de asemenea, strane din secolul al XVI-lea, fresce din secolul al XVIII-lea care au ca temă botezul lui Hristos sau predarea cheilor către Sfântul Petru, precum și o tăbliță de lemn pictată din secolul al XVIII-lea, agățată de perete, ce conține o rugăciune către Fecioara Maria și care era folosită de preot pentru predarea catehismului.

### Alte elemente de patrimoniu

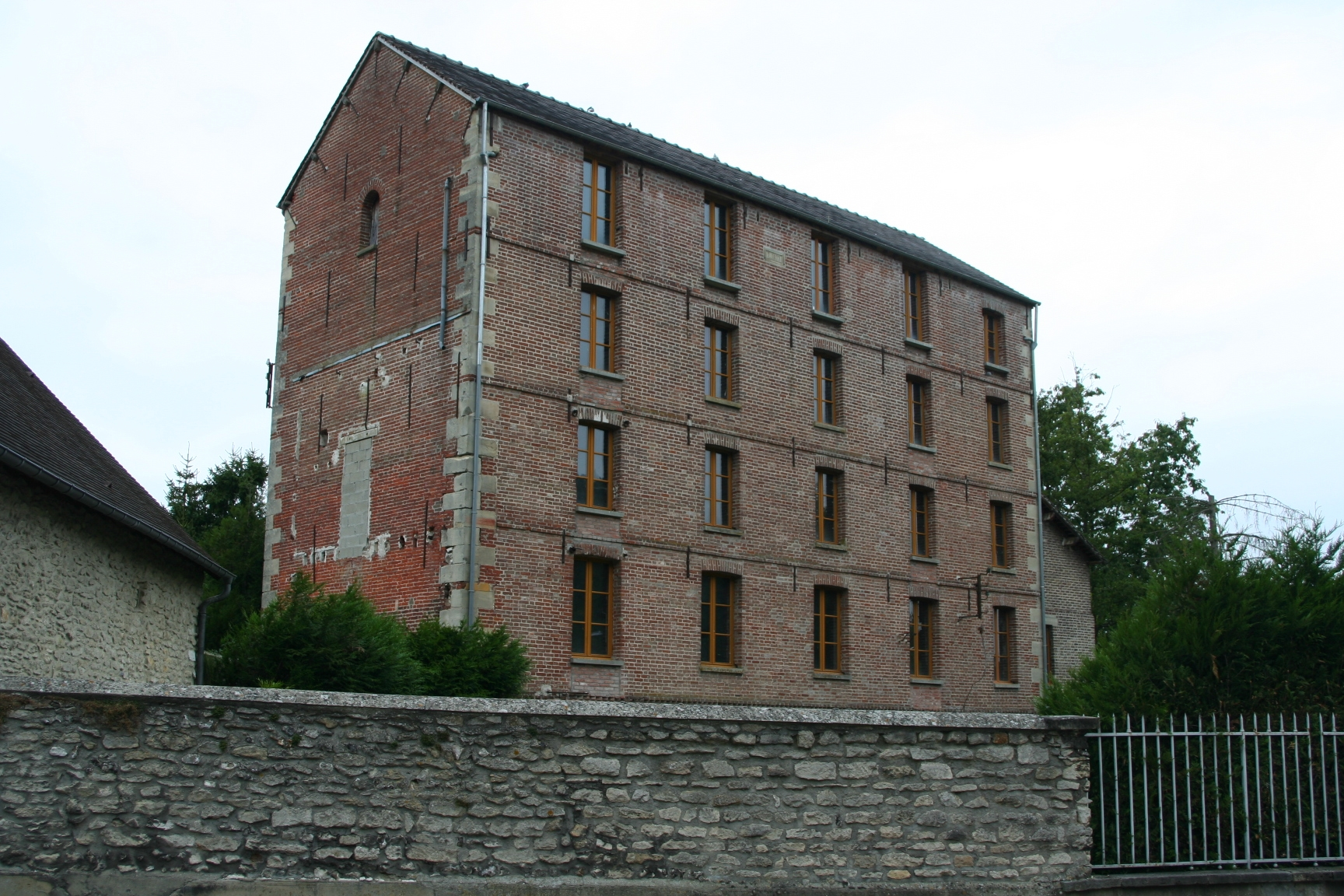
Fosta moară din Roconval.

În cătunul Mauverand, se poate vedea un bazin curios, echipat cu trolii care permit reglarea înălțimii podelei în funcție de inundații.
La Roconval, un pod construit în 1758, echipat cu borne de protecție pentru roți, permite accesul la ferma Aulnays. Lângă pod se află un mic lavoir. Cătunul deține, de asemenea, pe un braț deviat al râului Epte, o moară din cărămidă datând din 1877, care producea făină folosind trei perechi de pietre de moară. Cele cincizeci de chintale măcinate zilnic aprovizionau brutăriile din vestul Vexinului francez, precum și din Mantes-la-Jolie și Vernon. În 1900, aceasta constituia singura producție industrială a comunei, alături de carierele în aer liber.